# Jacob Christoph Le Blon

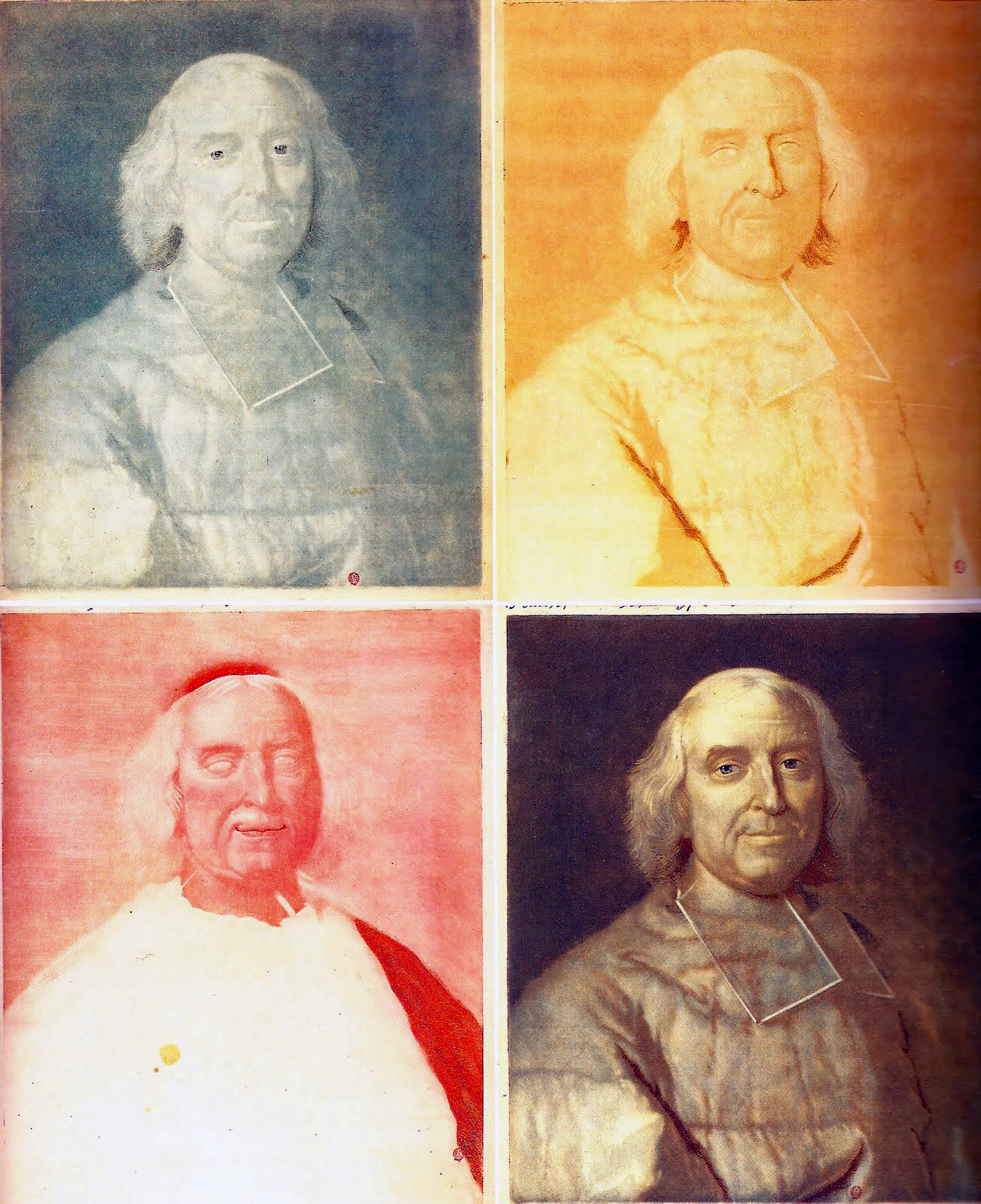
Retrato del cardenal André Hercule de Fleury (1738), de Jacob Christoph Le Blon sobre un original de Hyacinthe Rigaud, Biblioteca Nacional de Francia, París. Cuatro estados intermedios o pruebas (C, Y, M, B) para un grabado en color

Jacob Christoph Le Blon (Fráncfort del Meno, 2 de mayo de 1667–París, 16 de mayo de 1741) fue un pintor y grabador alemán. 

## Biografía
Residió en Ámsterdam hacia 1700, en Londres entre 1720 y 1735 y, posteriormente, en París. Experimentó con la impresión en colores unida a las medias tintas y, en 1730, publicó Il Coloritto, un tratado donde exponía su técnica de grabado en color mediante la impresión de varias láminas, la última de la cuales da por resultado una transperencia. Entre sus obras se encuentra un Retrato de Luis XV y un Retrato del cardenal André Hercule de Fleury (1738).